# 23617 Duna
23617 Duna este un asteroid din centura principală de asteroizi.

## Descriere
23617 Duna este un asteroid din centura principală de asteroizi. A fost descoperit pe 17 aprilie 1996 la Observatorul La Silla de Eric Walter Elst. Asteroidul prezintă o orbită caracterizată de o semiaxă mare de 3,20 ua, o excentricitate de 0,11 și o înclinație de 17,3° în raport cu ecliptica.